# Стадіон імені Кірова
Стадіон імені Кірова рос. Стадион имени Кирова — багатофункціональний стадіон у місті Санкт-Петербург, який функціонував з 1950 по 2006 рік. Був одним з найбільших стадіонів у світі, а також найбільшим у Росії (другий за місткістю — стадіон «Лужники»). Призначався для проведення змагань з футболу, регбі та легкої атлетики. Названий на честь Сергія Мироновича Кірова. Був пам'ятником архітектури першої половини XX століття, в 2001 році був включений до переліку пам'яток історії та культури федерального значення. У 2006 році виключений з переліку об'єктів історичної та культурної спадщини федерального (загальноросійського) значення розпорядженням уряду РФ № 240-р від 22 лютого 2006 року.
Домашня арена ФК «Зеніт» в 1950—1992 роках і в першій половині 1995 року. У різний час був домашнім для клубів «Динамо» (1950—2002), «Петротрест» (2001—2006), «Локомотив» (1995—2000) і фарм-клубу «Зеніт-2» (1993—2006). На стадіоні також проводила свої матчі збірна СРСР і Російської Федерації.
6 липня 2006 року було зіграно, в рамках Чемпіонату Росії з футболу, останній офіційний футбольний матч. Проте згодом стадіон прийняв ще 7 поєдинків за участю команд «Зеніт-2» і «Петротрест».
Основні роботи по знесенню стадіону велися з весни 2006 по літо 2007 року. На місці знесеного стадіону імені Кірова розпочалося будівництво нового стадіону «Газпром Арена» для ФК «Зеніт». Будівництво нового стадіону на місці колишнього було завершено в грудні 2016 року, а перший офіційний матч відбувся в квітні 2017 року.

## Історія
Спочатку майбутню головну арену міста планувалося звести в східній частині Крестовського острова, неподалік від діючого стадіону ленінградської команди «Динамо». Незабаром рішення було змінено, під будівництво нового об'єкта була виділена територія на західній стрілці Крестовського острова.
Будівництво стадіону по спільному проекту архітекторів Олександра Нікольського та Костянтина Кашина розпочалося в 1932 році, а остаточний варіант планування спортивного об'єкта Ленрада затвердила лише в 1937 році. У минулому західна частина Крестовського острова представляла собою досить низинний й болотистий берег, малопридатний для великого будівництва, а на місці майбутнього футбольного поля знаходився майданчик зниклої 18-гарматної батареї «Крестовська». Обрана для будівництва ділянка суші потребувала ряду робіт з додаткового осушенню, зміцнення та підняття ґрунту на висоту до 2 метрів. До 1933 року була завершена підготовка майданчика під фундамент головного елемента майбутньої арени — великого кільцевого валу висотою 16 метрів. Роботи по його зведенню безпосередньо проводилися до 1948 року. Майбутні трибуни, які проходять по внутрішньому схилу, були вкриті піском, на які послідовно по рядах були укладені бетонні плити в вигляді ступенів. Зовнішній схил пагорба оточували три кругові алеї-тераси, розсічені 18-ю сходинками та чотирма пандусами, які вели до вершини пагорба, а між павільйонами споруджені двоє широких парадних сходів. У 1939 році на східній трибуні від місця майбутніх легкоатлетичних доріжок до зовнішньої частини по землі були прокладено два бетонних тунелю у вигляді широких труб діаметром 7 метрів. Їх ширина дозволяла проїжджати на стадіон (бігове поле) транспорту — в тому числі екскаваторам, тракторам та іншій будівельній техніці. По ходу будівництва ці два проїзди у вигляді «тунелів» опинилися під трибунами (засипані валами). Надалі ці проїзди під трибунами служили для в'їзду вантажівок (для технічних потреб), пожежних машин і карет швидкої допомоги.
Будівництво стадіону було перервано в 1941 році з початком Німецько-радянської війни та блокадою Ленінграда. До цього моменту роботи з будівництва стадіону було виконано на понад 70 %: по зовнішньому схилу в північній частині стадіону вже були частково прокладені кругові тераси (але без сходів), а бетонну основу майбутніх трибун було виконано лише на 1/4 частину від всієї площі чаші (на південно-східній трибуні). На околицях стадіону, а також всередині самої чаші були розгорнуті вогневі позиції артилерійських батарей Червоної Армії.
Будівництво стадіону відновилося влітку 1945 року. До 1949 року стадіон був технічно готовий вже на 90 % (було відсутнім лише табло). Урочисте відкриття стадіону відбулося 30 липня 1950 року матчем ленінградських команд «Зеніт» і «Динамо», який закінчився з рахунком 1:1. Спочатку стадіон вміщував 100 000 глядачів.
2 і 9 травня 1959 року в матчах проти московських «Спартака» і ЦСК МО відповідно, завдяки установці на верхньому кільці стадіону додаткових дерев'яних трибун, був встановлений абсолютний рекорд відвідуваності в історії радянського футболу — по 110 000 глядачів.
Напередодні проведення матчів футбольного турніру Олімпійських ігор 1980 року стадіон був глобально реконструйований. По вершині пагорба підняті чотири щогли для освітлення, збудовано нову коментаторську кабіну й VIP-ложа в центральній частині західної трибуни, також змінена конфігурація кількості й ширини місць сидінь на секторах. Внаслідок проведення цих заходів місткість стадіону скоротилася до 72 000 глядачів. В рамках проведення матчів футбольного турніру Олімпіади-80 на стадіоні було проведено 6 матчів групового етапу й 1 чвертьфінал.
У 1994 році стадіон був головною ареною Ігор доброї волі. Це було останнє велике міжнародне змагання, яке проходило на стадіоні та в якому брали участь атлети з понад 50 країн світу. По завершенні Ігор доброї волі стадіон використовувався для проведення футбольних матчів, легкоатлетичних змагань й тренувань. У 2005 році було ухвалено рішення про знесення стадіону і зведенні на його місці нового.

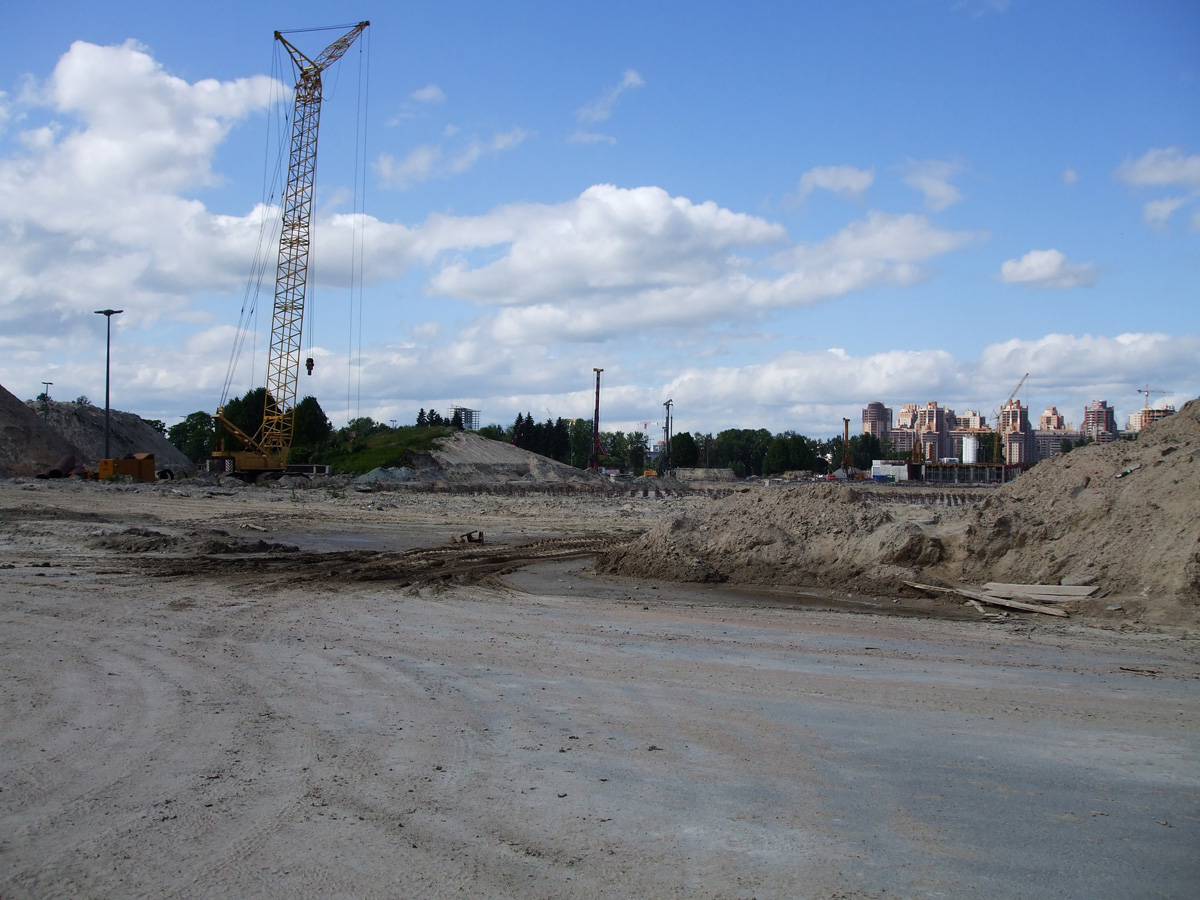
Залишки земляного валу і свайне поле

У зв'язку з переносом матчу 28-го туру чемпіонату Росії 2006 року на більш ранній термін і незадовільним станом газону на стадіоні «Петровський», петербурзький «Зеніт» вирішив перенести матч проти московського «Динамо» на стадіон імені Кірова. У зв'язку з майбутнім знесенням частина сидінь на стадіоні була вже розібрана, тому на матчі змогли бути присутніми лише 45 000 глядачів. Всі квитки, «викинуті» у вільний продаж, були розкуплені. Проте, близько 2000 місць під час матчу були порожні, оскільки з міркувань безпеки керівництво «Зеніту» вирішило не продавати своїм уболівальникам квитки в сектор, виділений для вболівальників команди гостей, незважаючи на те що той не був заповнений і на п'яту частину своєї можливої місткості. Остання в історії «Зеніту» гра на стадіоні імені Кірова пройшла 6 липня 2006 року й завершилася нульовою нічиєю.
Останній офіційний матч відбувся 17 серпня 2006 року. Місцевий клуб «Петротрест» приймав щолковського «Спартак», в якому гості здобули перемогу з рахунком 3:0.
Знесення стадіону було розпочато ще в березні 2006 року, протягом півроку виконано демонтаж всіх глядацьких місць й трибунних огорож. Активна фаза робіт стартувала 7 вересня 2006 року, протягом осені виконано демонтаж обох інформаційних табло, чотирьох освітлювальних щогл й бетонних сходів. До початку зими роботи з демонтажу стадіону були виконані більш ніж на дві третини, проте уламки знесених щогл й інше сміття складали на футбольному полі аж до початку весни наступного року. Після очищення території колишнього футбольного поля від сміття на його місці почалися роботи зі зведення пальового поля для нової арени, паралельно розпочато демонтаж земляного валу. Знесення стадіону завершився влітку 2007 року, в основу нового стадіону закладений перший камінь.
Під час демонтажу головної арени було також знесено запасне поле стадіону імені Кірова, воно також мало трибуни. Єдиний офіційний матч на цьому стадіоні в 1993 році провів «Зеніт», у кубковому матчі обіграв земляків з «Прометей-Динамо» (7:1). На цьому місці згодом була зведена «Сібур Арена», на якій проходять матчі з баскетболу й тенісу.

## Архітектура
Трибуни стадіону імені Кірова розташовувалися на схилах штучного кільцевого пагорба, насипаного в західній частині Крестовського острова, на березі Фінської затоки. Схили насипаного пагорбу були вкриті шаром бетону — на них розташовувалися лавки, а згодом — крісла салатового кольору.
Початковий проект стадіону, так само як і весь містобудівний ансамбль Крестовського острова, розроблений архітектором Нікольським, включав в себе безліч інших архітектурних рішень. Зокрема, верхню частину пагорба передбачалося накрити колоною галереєю, а поруч з парадними сходами спорудити 56-метрову оглядову вежу. Окрім цього, поблизу з великою ареною планувалося спорудити два запасних поля в типовій конфігурації, що йна основному стадіоні, але побудовано було лише південне й у спрощеному варіанті (без бігових доріжок). За пару місяців до початку Радянсько-німецької війни Олександр Нікольський був відсторонений від участі в роботі над проектом, але був відновлений в березні 1946 року. Наслідки пережитої містом блокади і війни змусили Нікольського відмовитися від втілення багатьох архітектурних задумів і перетворення стадіону у велику спортивну арену. Аж до самої смерті Нікольський продовжував займатися ескізами поліпшення архітектурного вигляду побудованого стадіону.
Стадіон імені С. М. Кірова реконструювався 4 рази.

### Реконструкція 1970 року
У першій половині 1970 року виконано демонтаж механічних дерев'яних табло, які перебували над північною й південною трибунами. На їх місці були по черзі змонтовані два великих електронних табло угорської фірми Electroimpex, які почали функціонувати в квітні й жовтні того ж року (південне і північне табло відповідно).
|                                                       | ... І на закінчення про приємне вперше на стадіоні імені С. М. Кірова вчора запалилося електротабло, змонтоване угорською фірмою «Електроімпекс». |
| — За матеріалами газети «Ленінградська правда» (рос.) | |

### Реконструкція 1978—1980 років
У 1975 році стадіон потрапив до списку об'єктів, які приймають літні Олімпійські ігри 1980 року. За минулі 25 років експлуатації пагорб стадіону помітно осів, під впливом ваги глядачів на трибунах і холодного клімату, під частиною бетонних плит утворилися порожнечі. Останній футбольний матч перед закриттям стадіону на капітальну реконструкцію було проведено 9 липня 1978 року, між ленінградським «Зенітом» й алматинським «Кайратом». Під час реконструкції чаша стадіону була укріплена, замінено бетонну основу для трибун, по чаші підняті чотири 70-метрові щогли освітлення, модернізовані табло, побудована нова коментаторська кабіна, споруджена VIP-ложа в центральній частині західної трибуни на секторах 52-2. Відповідно до вимог FIFA конфігурація ширини сидячих місць була змінена, внаслідок чого місткість арени скоротилася до 72 000 глядачів. На місці, де за первинним проектом архітектор планував спорудити 56-метрову вежу, була встановлена позолочена чаша для олімпійського вогню.

### Реконструкція 1993—1994 років
Чергова реконструкція стадіону була проведена напередодні старту Ігор доброї волі 1994 року, в рамках якої проведено оновлення систем комунікацій, включаючи заміну угорської електронної начинки в табло на вітчизняну (при цьому його ширина звузилася по 2 блоки) й ремонт чаші олімпійського вогню, на якій до її основи були змонтовані геральдичні символи герба Санкт-Петербурга. Єдиними нововведеннями стали установка рідинного підігріву поля й заміна дерев'яних лавок на пластикові крісла. Останнє призвело до зменшення місткості до 68 000 глядачів. Всупереч раннім очікуванням повернення «Зеніту» на головну арену міста сходи між рядами були пофарбовані в білий й блакитний кольори.

### Реконструкція 2002—2003 років
До святкування 300-річчя Санкт-Петербурга на стадіоні було проведено невеликий капітальний ремонт без припинення в його роботи. Роботи в основному торкнулися лише заміни частини інженерних комунікацій, а також ремонту двох касових павільйонів на схід від стадіону, поблизу закінчення Батарейної дороги.

## У масовій культурі
Стадіон імені С. М. Кірова можна побачити в наступних фільмах:
- «Старий Хотабич» (Ленфільм, 1956);
- «Людина йде за сонцем» (Молдова-філм, 1961);
- «Удар! Ще удар!» (Ленфільм, 1968);
- «Матч відбудеться в будь-яку погоду» (Ризька кіностудія, 1985);
- «Стадіон» (Лентелефільм, 1985);

У 1993 році на стадіоні пройшли зйомки декількох епізодів телепередачі «Городок», присвячені майбутнім Іграм доброї волі 1994 (рубрика «Ігри Доброї Неволі»). Влітку 2003 року на околицях стадіону (на гоночній трасі «Невське кільце») пройшли зйомки телесеріалу «На віражі»